# Nepenthes diatas
Nepenthes diatas este o specie de plante carnivore din genul Nepenthes, familia Nepenthaceae, ordinul Caryophyllales, descrisă de Jebb și Martin Roy Cheek. Conform Catalogue of Life specia Nepenthes diatas nu are subspecii cunoscute.